# Gerişkatırcı, Bartın
Gerişkatırcı là một xã thuộc thành phố Bartın, tỉnh Bartın, Thổ Nhĩ Kỳ. Dân số thời điểm năm 2011 là 656 người.